# Jindřich Bubeníček
Jindřich Bubeníček (13. července 1856 Dolní Kšely (dnes část obce Kšely) – 9. srpna 1935 Svratka) byl český ilustrátor, malíř a loutkář. Byl starším bratrem Oty Bubeníčka.

## Život
Jindřich Bubeníček pocházel ze šesti dětí v umělecky založené rodině učitele Josefa Bubeníčka a jeho manželky Barbory, rozené Švarcerové. Absolvoval vyšší reálku a v letech 1874 – 1882 studoval na Akademii výtvarných umění v Praze u profesorů Jana Swertse a Antonína Lhoty. Patřil mezi organizátory vystoupení studentů proti německému profesoru dějin umění Alfredu Woltmannovi. 
Jako učitel působil na střední odborné škole grafické a na Českém vysokém učení technickém v Praze. V letech 1914 – 1935 žil v Uhříněvsi. Ovlivnil svého mladšího bratra Otu Bubeníčka a přivedl ho k malířství. 
Byl členem Jednoty umělců výtvarných a patřil do zakladatelské generace výtvarníků Národního divadla.

### Rodinný život
Dne 1. prosince 1883 se v Uhříněvsi oženil. První manželkou Jindřicha Bubeníčka byla Klára, rozená Filippová (1857–1903), se kterou měl čtyři děti. V roce 1903 ovdověl a dne 20. února 1909 se v Praze podruhé oženil s Marií (též Magda) Pazourkovou (1879–??). Z druhého manželství pocházel syn Jaroslav (podle Soupisu pražských obyvatel dcera Jaroslava).

## Dílo
Jako představitel romantické malby se zajímal o stavební, venkovské a městské památky a českou krajinu. Byl zaměstnán v Haasově grafickém závodě jako malíř. Ilustroval poslední část Sedláčkova díla "Hrady, zámky a tvrze Království českého". V roce 1924 vystavoval vlastní loutkové divadlo na Třetí loutkářské výstavě v Praze na Vinohradech. V letech 1927-31 namaloval 25 obrazů pro městskou spořitelnu ve Slaném.  Jezdil také malovat lidovou architekturu na Slovensko. Ministerstvem národní osvěty byl vyslán na Slovensko, kde pro Národopisné muzeum vytvořil 250 kreseb. V roce 1934 pobýval v Domažlicích a maloval krajinné motivy v okolí Babylonu. Do Svratky, kde v létě 1935 zemřel, jezdil na letní byt a malovat v plenéru.
Své dílo souborně vystavoval v Uhřiněvsi v l. 1923 a 1934 a rovněž větší soubor prací s Jednotou umělců výtvarných v r. 1926.

### Autor publikace
- Jindřich Bubeníček: Dřevěné stavby lidové, Masarykova akademie práce, 1924

### Zastoupení ve sbírkách
- Galerie výtvarného umění v Chebu
- Galerie moderního umění v Roudnici nad Labem
- Muzeum umění a designu Benešov
- Památník národního písemnictví
- Národní muzeum v Praze
- Městská galerie, Svratka

## Galerie

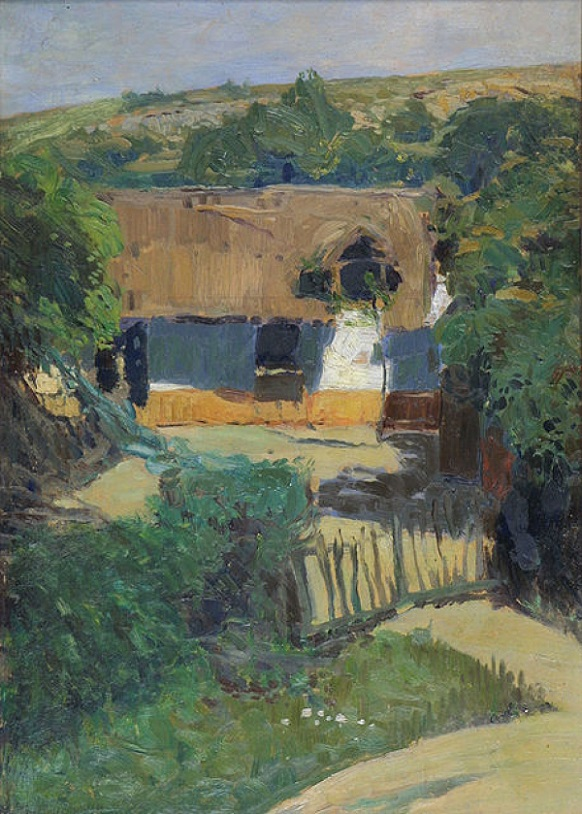
Jindřich Bubeníček Chalupa
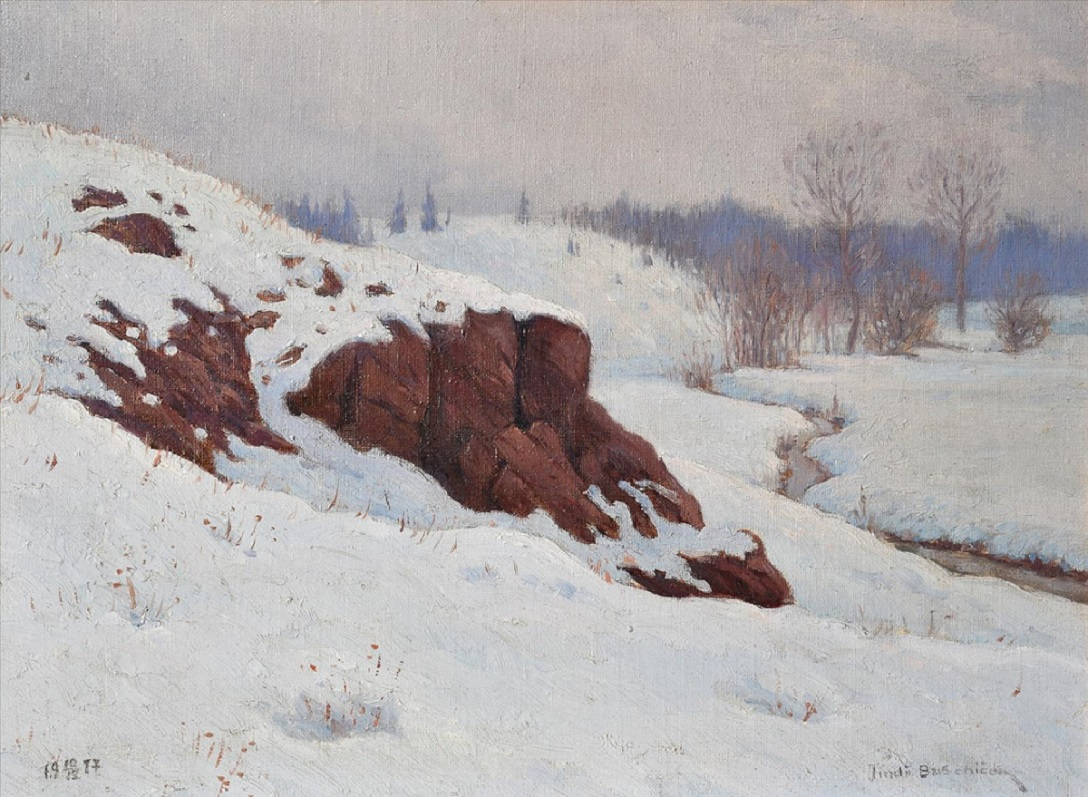
Jindřich Bubeníček Zima (1917)
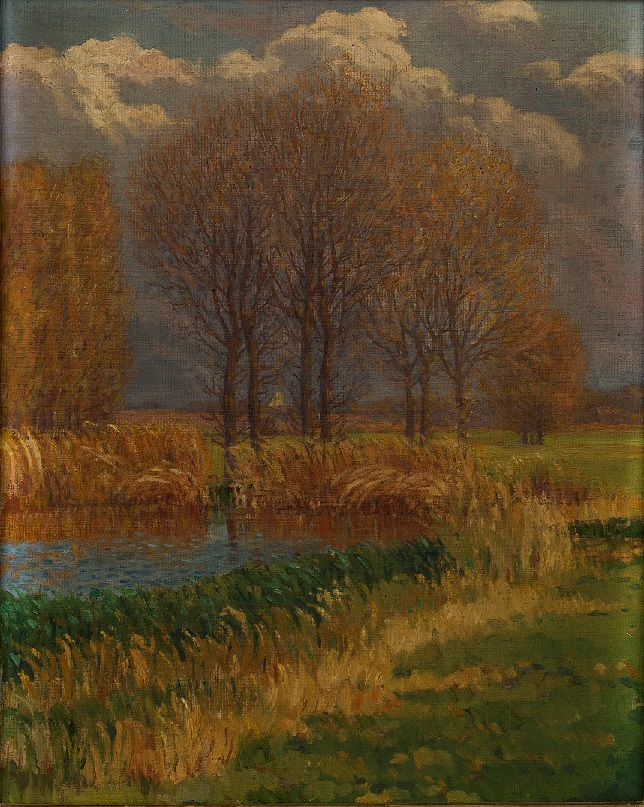
Jindřich Bubeníček Podzimní krajina
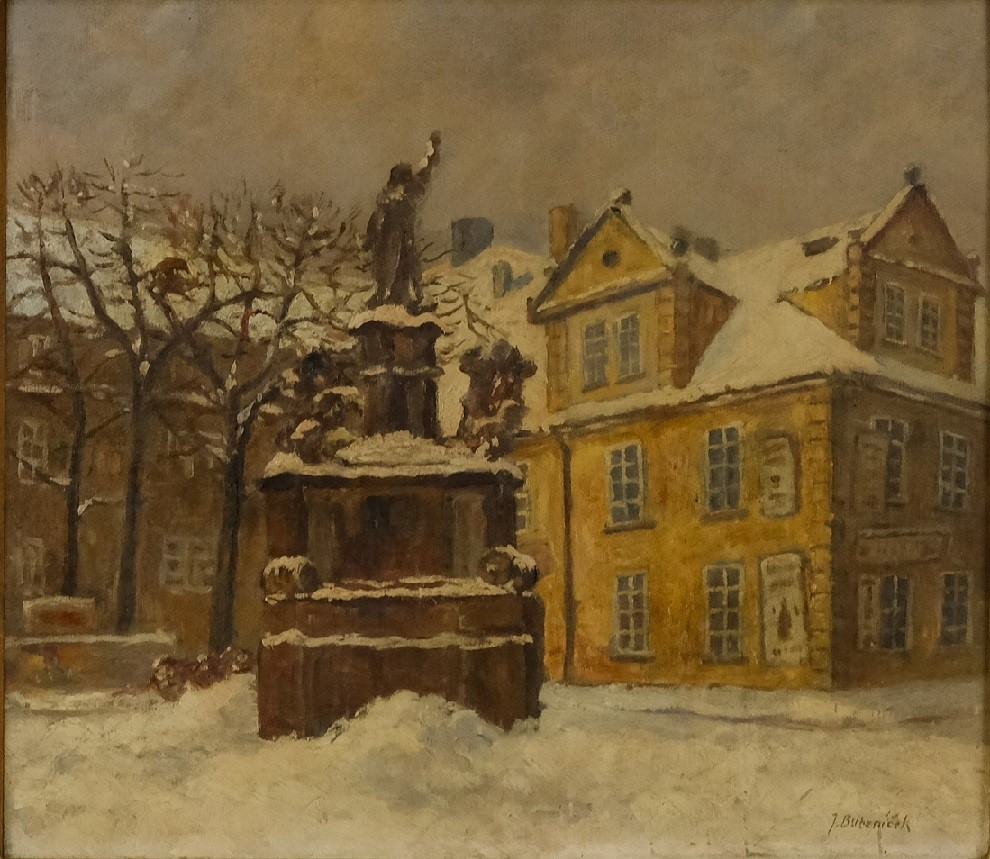
Jindřich Bubeníček Sousoší
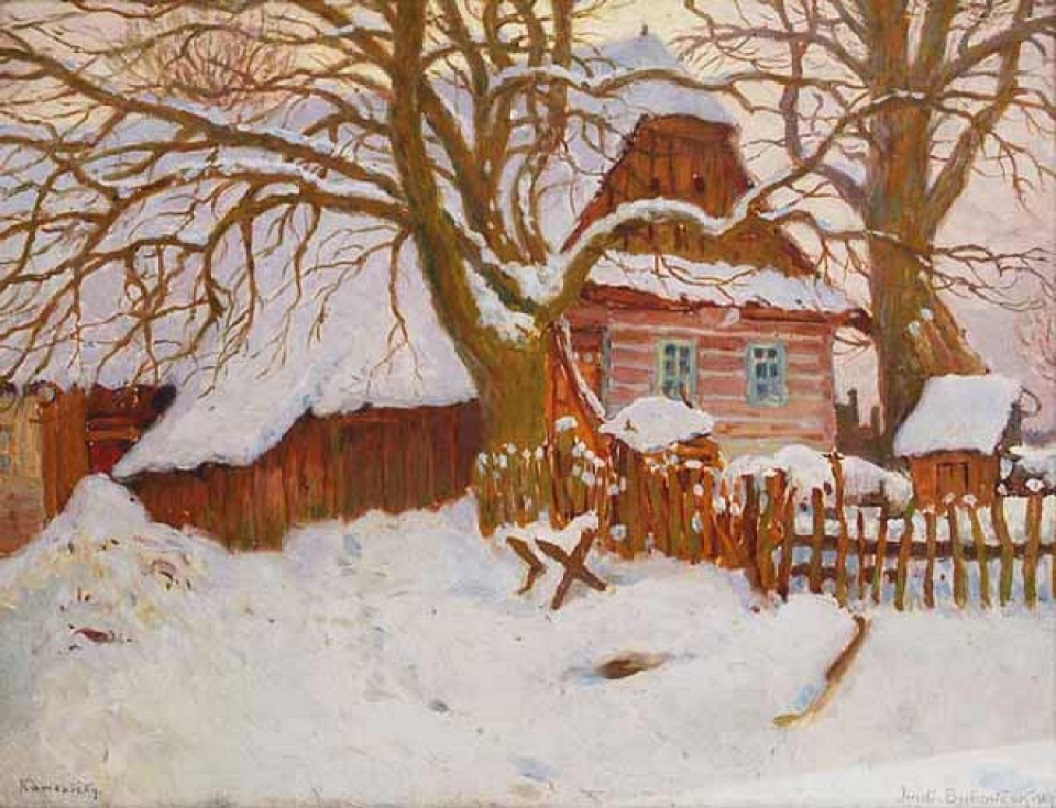
Jindřich Bubeníček Kameničky (1929)
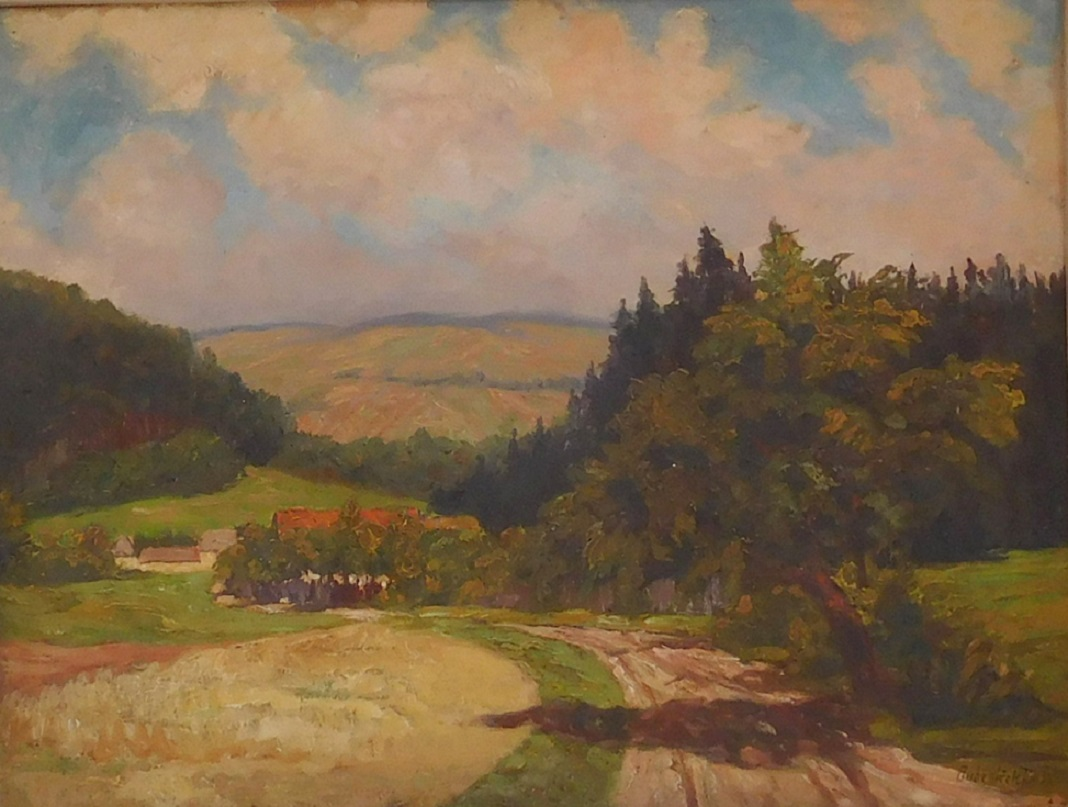
Jindřich Bubeníček Cesta do vsi (1933)
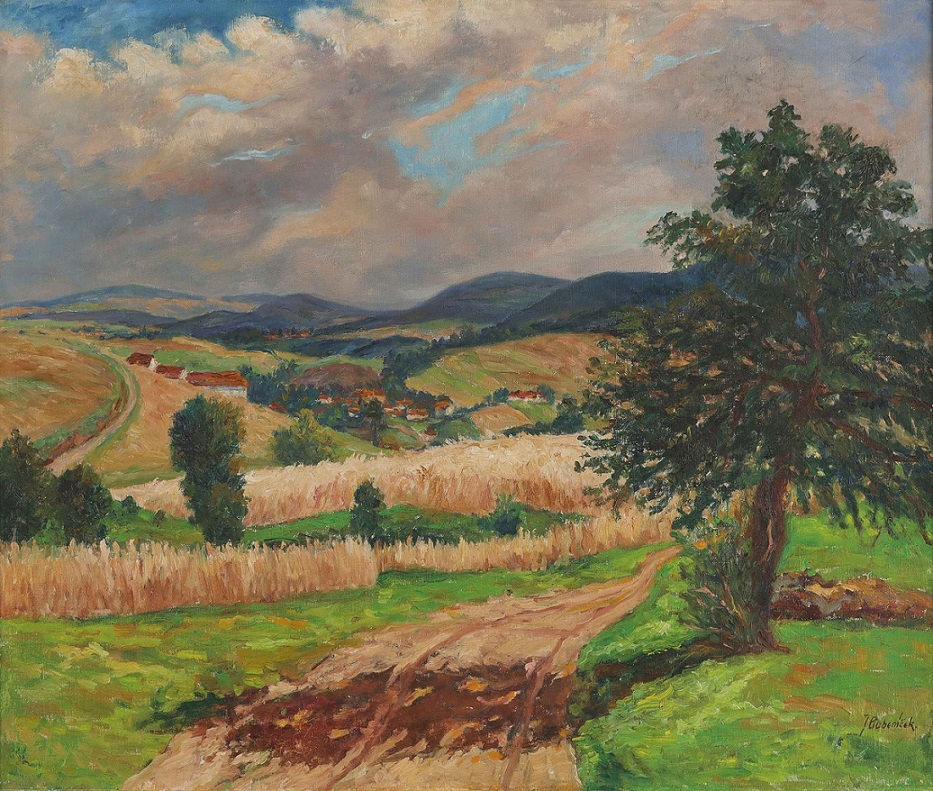
Jindřich Bubeníček V kopcích
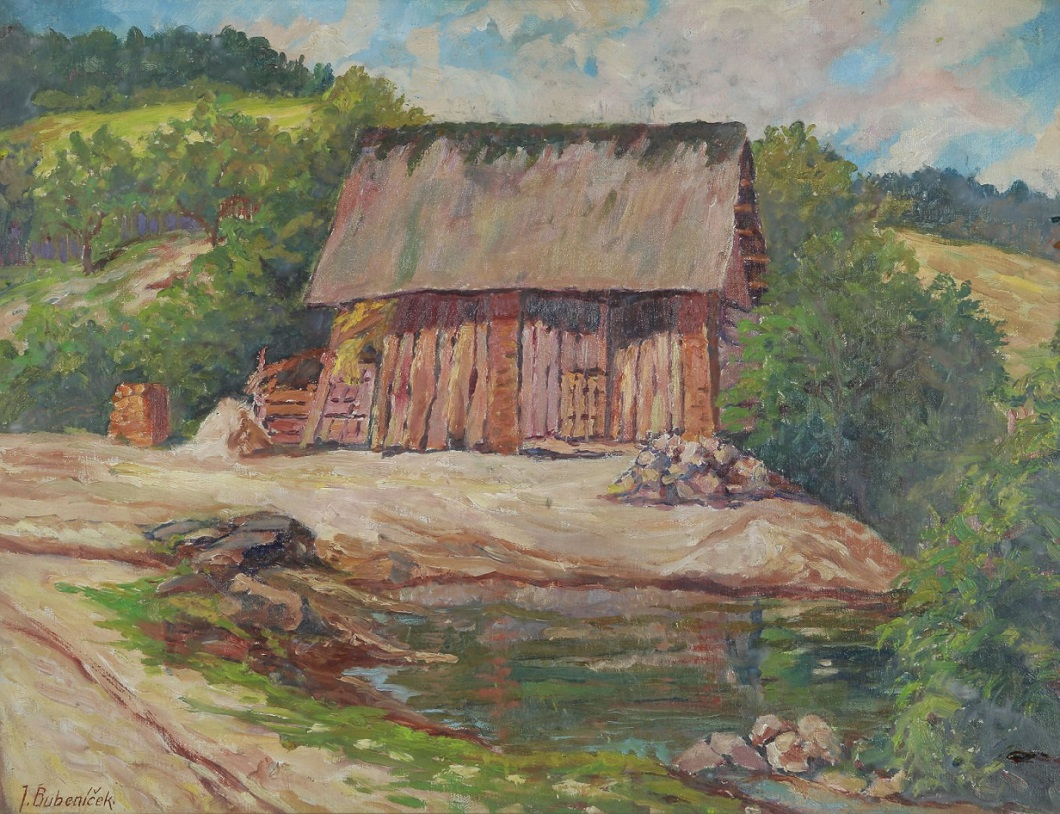
Jindřich Bubeníček Starý mlat v Podbrdí
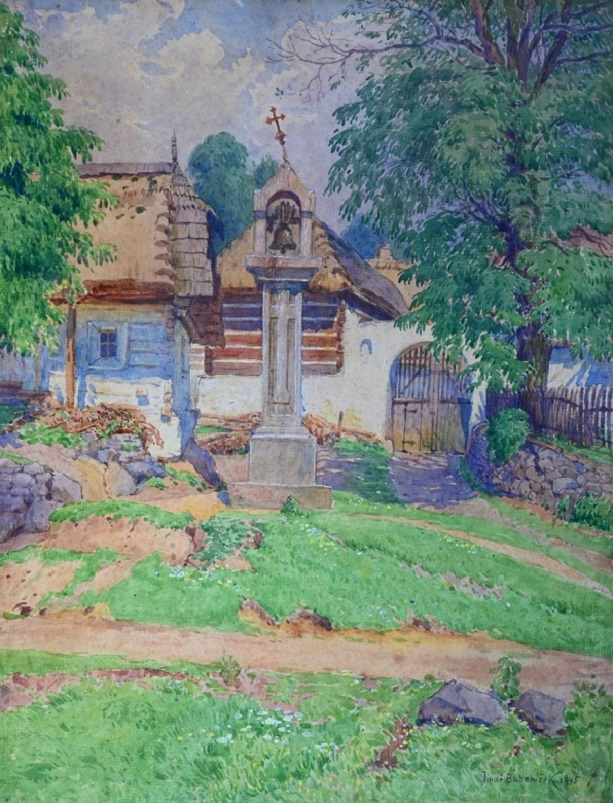
Jindřich Bubeníček Zvonice (akvarel, 1895)
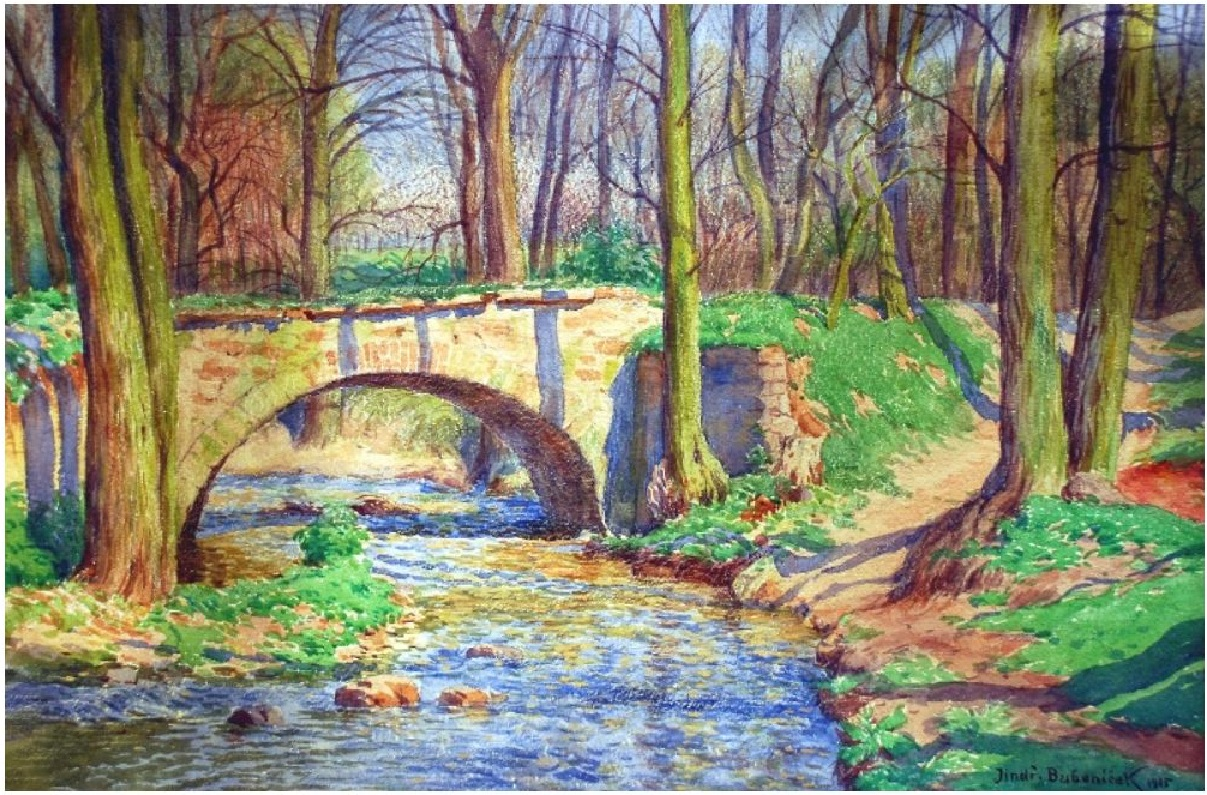
Jindřich Bubeníček Mostek (1915)
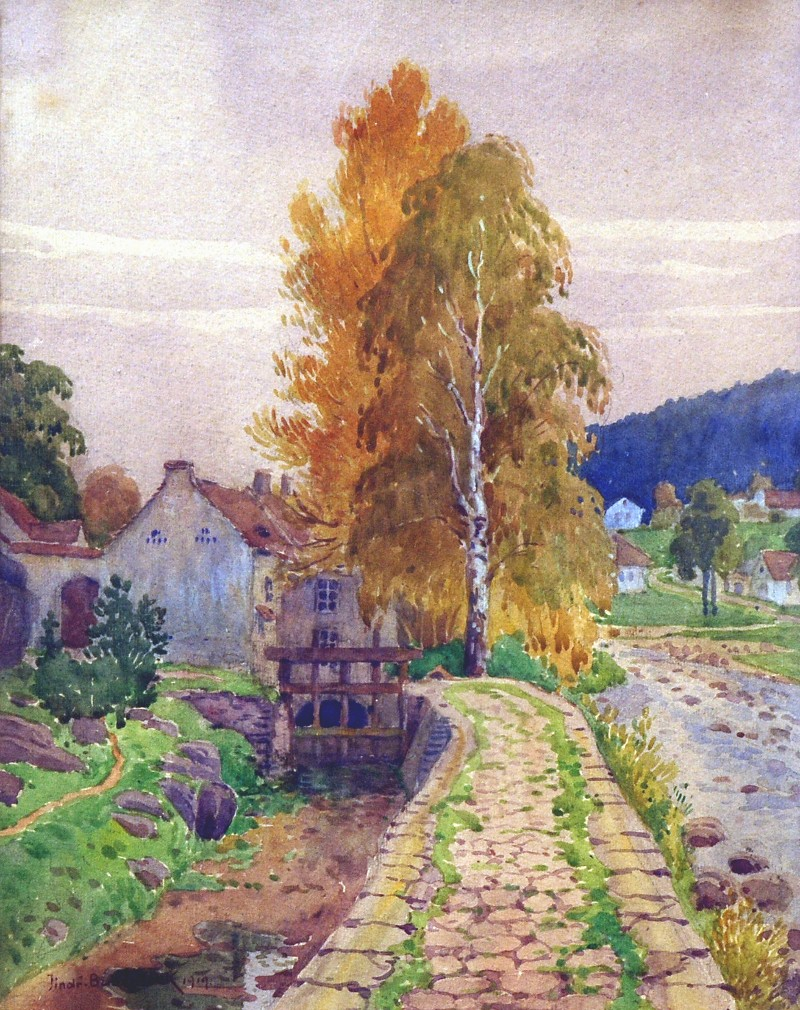
Jindřich Bubeníček Mlýnský náhon v Uhříněvsi (akvarel, 1919)
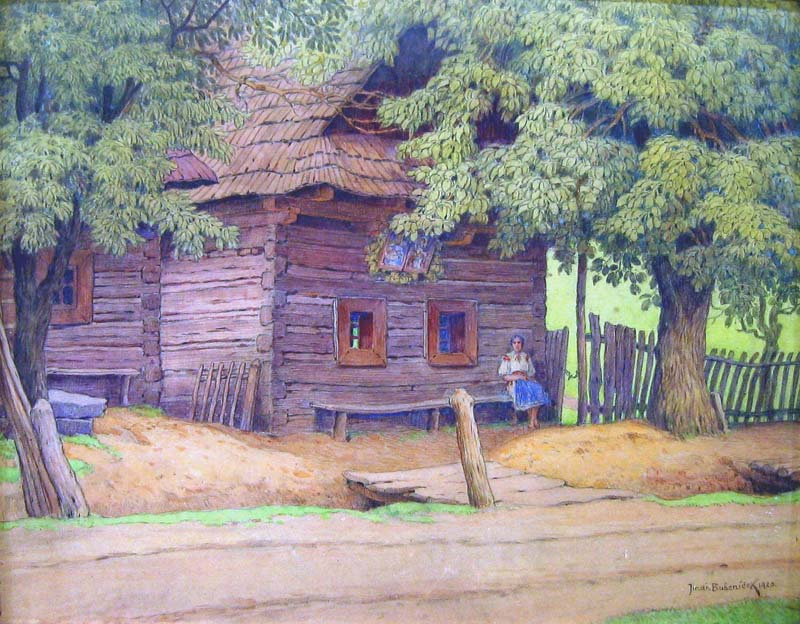
Jindřich Bubeníček Pod lípou (akvarel, 1920)
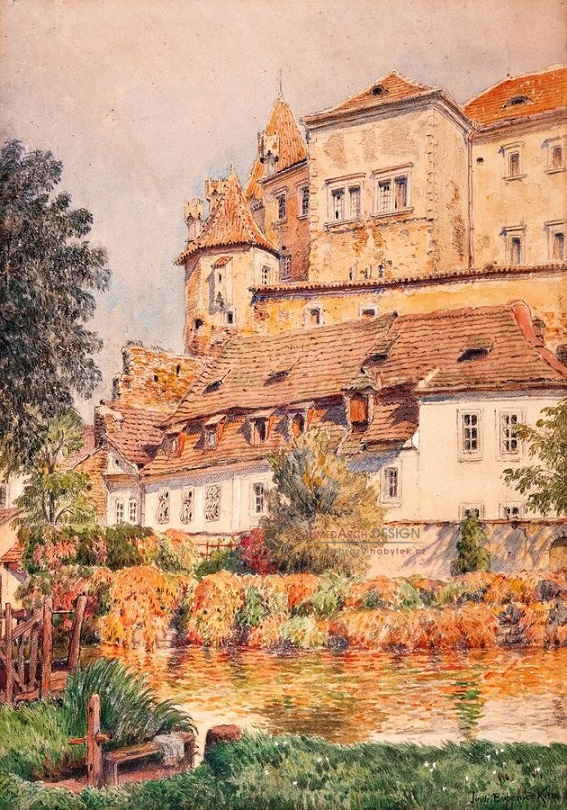
Jindřich Bubeníček Jindřichův Hradec (akvarel)
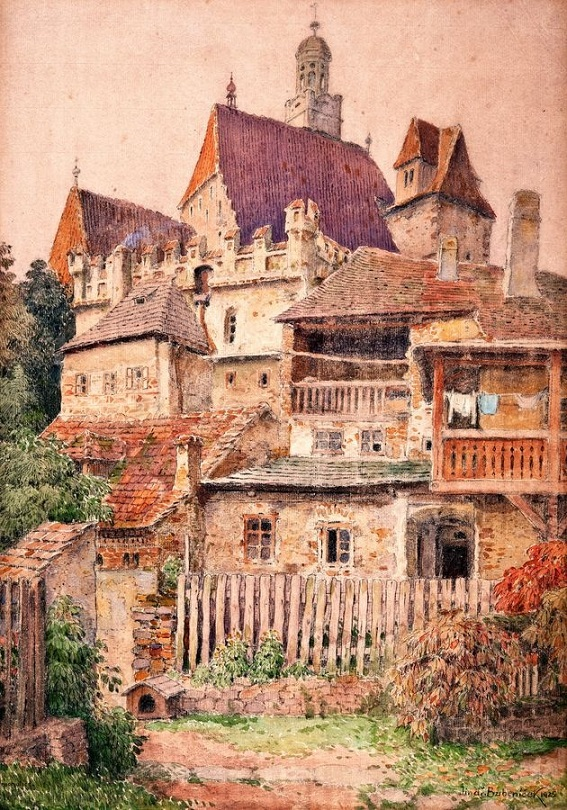
Jindřich Bubeníček Prachatice (akvarel)
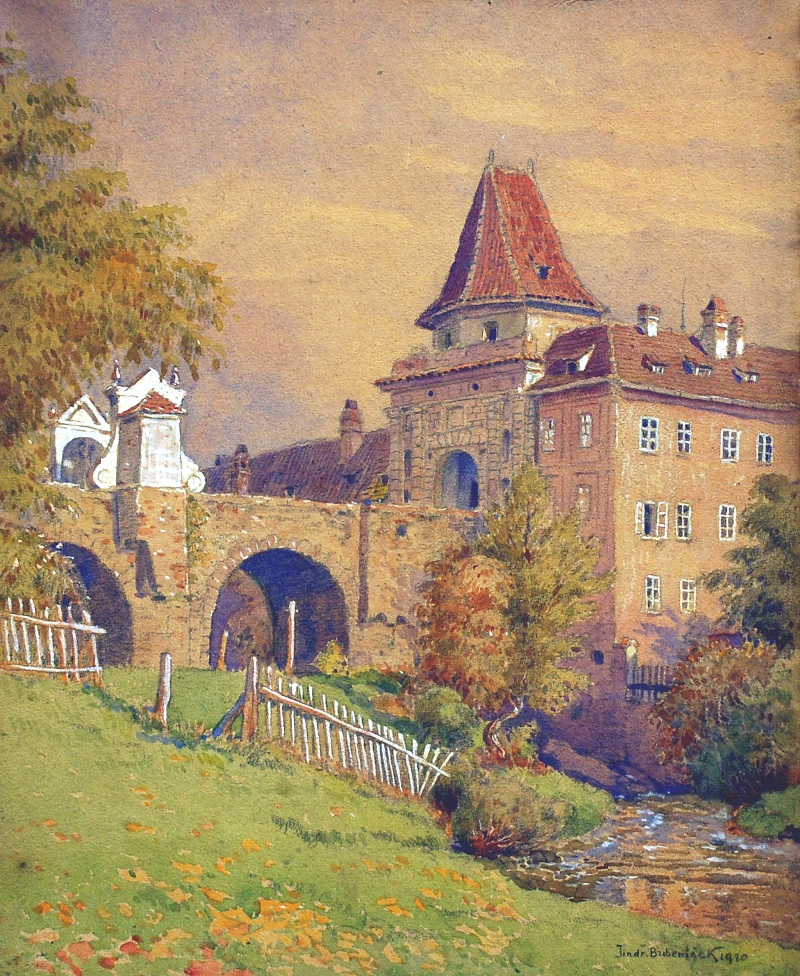
Jindřich Bubeníček Český Krumlov (akvarel, 1920)
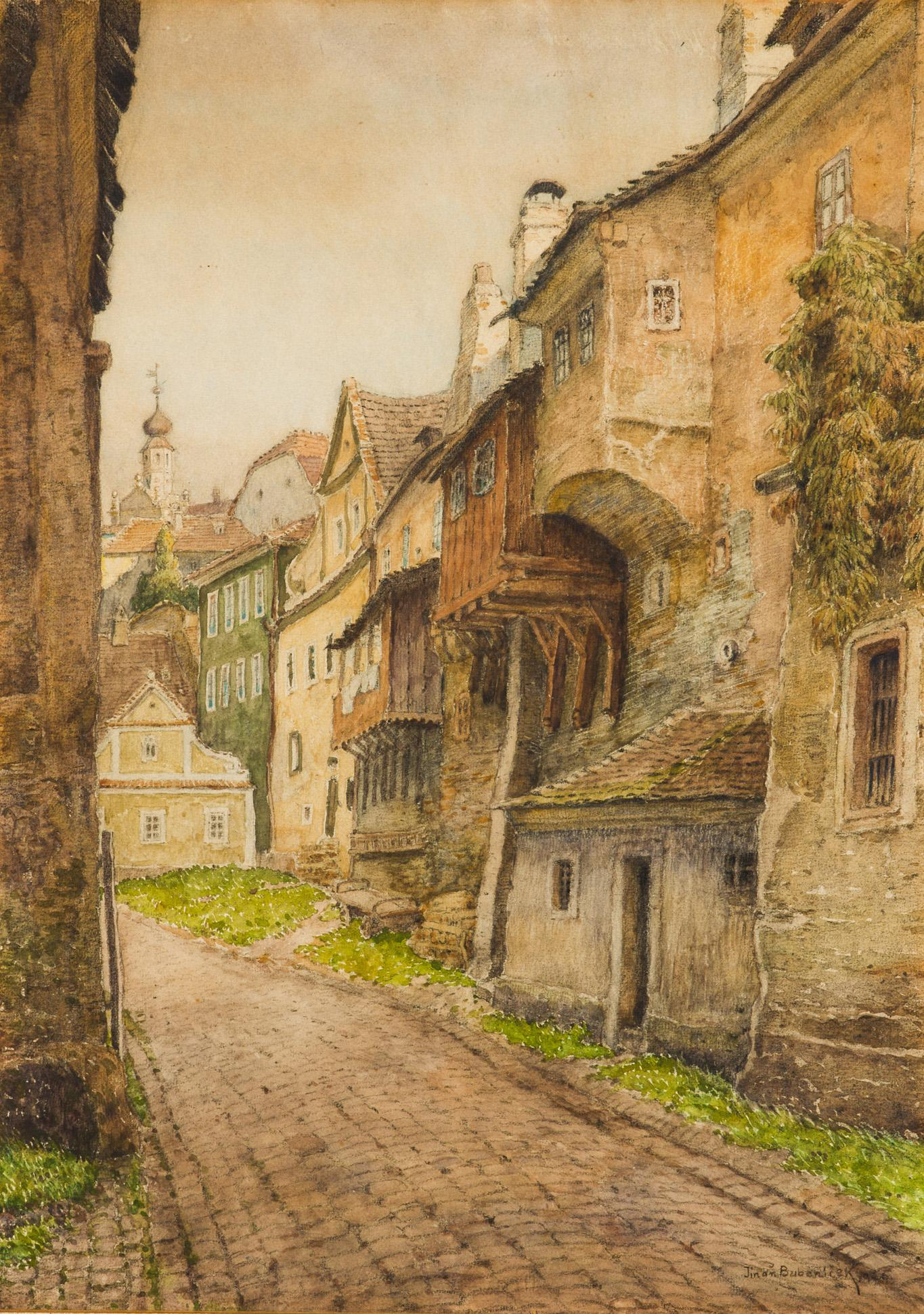
Jindřich Bubeníček Ulice v Českém Krumlově (akvarel, 1926)
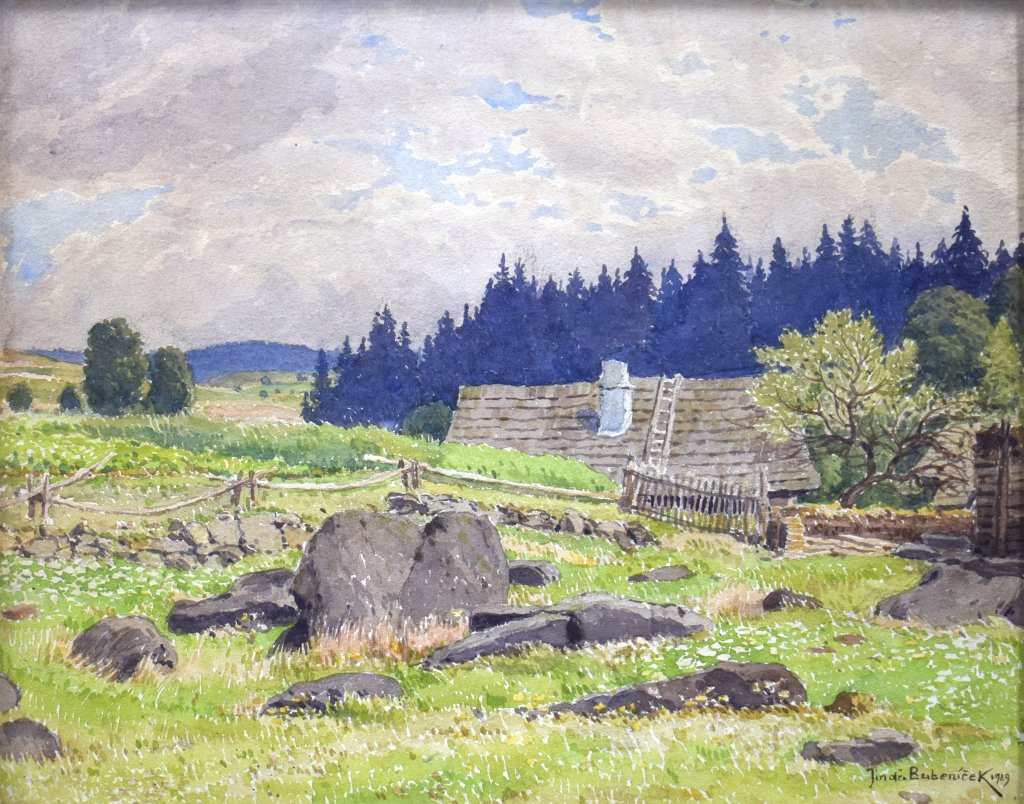
Jindřich Bubeníček Chalupa u lesa (akvarel, 1929)
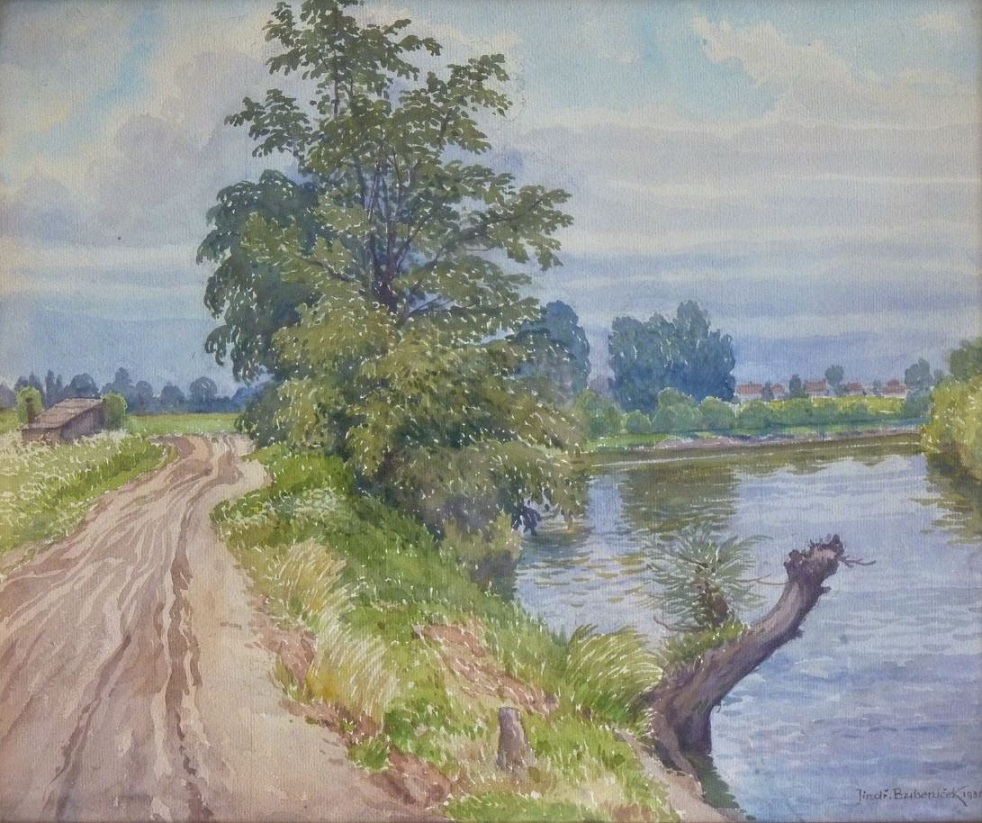
Jindřich Bubeníček Z polabin (akvarel, 1931)
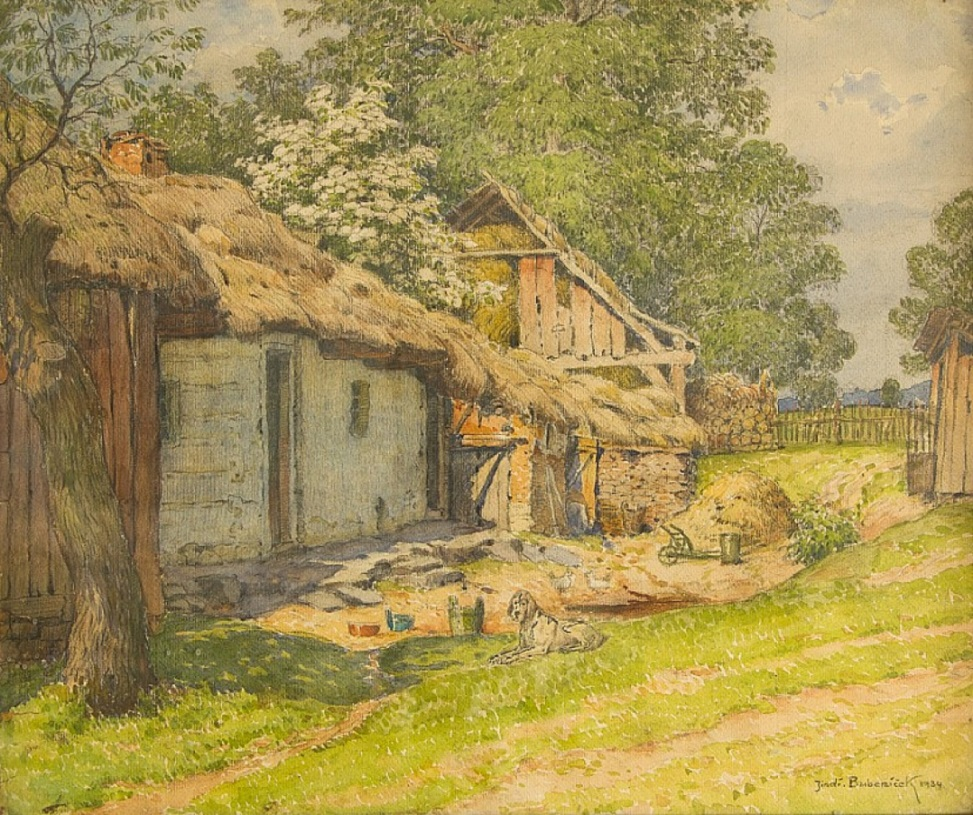
Jindřich Bubeníček Na dvorku (akvarel, 1934)